# XIV. Budapester Bezirk
Der XIV. Bezirk der ungarischen Hauptstadt Budapest wird auch als Zugló (deutsch veraltet Lerchenfeld) bezeichnet. Er liegt östlich des Zentrums der Stadt auf der Pester Seite.

## Lage und Daten
Der XIV. Bezirk befindet sich im inneren Teil der Stadt. Im Norden liegt der IV. Bezirk, im Nordwesten der XIII. Bezirk und im Nordosten der XV. Bezirk. Der östliche Nachbar ist der XVI. Bezirk. Im Südosten befindet sich der X. Bezirk und im Süden der VIII. Bezirk. Zugló grenzt im Südwesten an den VI. und VII. Bezirk. Die Bezirksgrenzen verlaufen entlang der Linie Dózsa György út – Vágány utca – Rákosrendező pályaudvar („Bahnhof Rákosrendező“) – Rákosszentmihályi körvasút („Ringbahn Rákosszentmihály“) – Kerepesi út.
Hinsichtlich der Bevölkerungszahl von fast 120.000 nimmt Zugló den dritten Platz der 23 Budapester Bezirke ein. Mit einer Fläche von etwa 18 km² befindet sich der XIV. Bezirk aber nur im Mittelfeld. Trotz der relativ hohen Bevölkerungsdichte ist Zugló ein grüner Bezirk. Er wird oft als die Lunge der Stadt bezeichnet. Beispielsweise befindet sich dort das Stadtwäldchen, der größte Park in Budapest.
Es gibt gut ausgebaute Verkehrsanbindungen zum Norden von Buda, zu den inneren Pester Gebieten und mit der Gödöllőer HÉV auch zur Umgebung der Hauptstadt.
Der 14. Bezirk ist in folgende Stadtteile untergliedert: Alsórákos, Herminamező, Istvánmező, Kiszugló, Nagyzugló, Rákosfalva, Törökőr und Városliget.

## Geschichte
Auf dem Gelände des heutigen Zugló befand sich das historische Rákos mezeje („Rákosfeld“). Im Mittelalter war es ein unbewohntes waldiges Sumpfgelände. Dort wurden die ungarischen Nationalversammlungen zwischen 1286 und 1540 abgehalten. Johann Hunyadi wurde 1445 im Rákosfeld gekrönt. Ansonsten nutzten Jäger und Krebsfänger das Gebiet, die im Rákos-Bach („Krebs-Bach“) viele Krebse vorfanden. Im Zuge der Stadtentwicklung wurden die Wälder nach und nach abgeholzt.
Kaiser Leopold I. verlieh das Gebiet der Stadt Pest. Im 18. Jahrhundert wurde es v. a. mit Weiden wieder aufgeforstet. Mit der Ausbreitung der Stadt wurde das einer Sandwüste gleichende Gebiet des Városliget im 19. Jahrhundert kultiviert. Palatin Joseph ließ im Jahr 1842 zum Andenken an seine verstorbene Tochter die Hermina-Kapelle bauen. Seither ist die Geschichte des heutigen Stadtteils Herminamező datiert. Mitte des 19. Jahrhunderts wurden die ersten Villen an der heutigen Hermina út und der Ajtósi-Dürer sor errichtet. In den 1880er und 1890er Jahren begann der Häuserbau in der heutigen Thököly út und der Erzsébet királyné út, später auch in der Umgebung des Bosnyák tér. Im Jahr 1869 wurde auf dem See im Stadtwäldchen eine Eisbahn eröffnet. Die weitere Ausgestaltung des Parks erfolgte 1896 im Rahmen der Feierlichkeiten zum 1000-jährigen Jubiläum der Landnahme. Im Jahr 1906 wurden die Műcsarnok („Kunsthalle“), das Szépművészeti Múzeum (Museum der Bildenden Künste) fertiggestellt und der Rákos-Bach wurde in den regulierten See geleitet. In dieser Zeit entstand auch die Ringstraße und die Burg Vajdahunyad, die die Geschichte von tausend Jahren Baustil in Ungarn als dreidimensionales Museum widerspiegelt. Noch vor der Jahrhundertwende wurde ein Streckenabschnitt der Millenniumsbahn gebaut. Das Straßennetz in Zugló gibt auch heute noch die Stadtplanung aus der Zeit der Jahrhundertwende wieder. Die strahlenförmige Anordnung der Straßen erleichterte den Verkehr und verband die sogenannten schlafenden Stadtteile und die Agglomeration mit dem Zentrum. Im äußeren Bereich siedelten sich zu Beginn des 20. Jahrhunderts Industriebetriebe an.
Der XIV. Bezirk wurde im Zuge der 1930 beschlossenen Umstrukturierung der Bezirke zusammen mit den Bezirken XI bis XIII neu geschaffen. Zuvor gehörte das Gebiet zu den Bezirken VI, VII und X. In den Jahrzehnten nach dem Zweiten Weltkrieg wurden mehrere Wohnsiedlungen an der Füredi útca, der Kerepesi út, der Nagy Lajos király útja und der Kacsóh Pongrác út gebaut.

## Bürgermeister
- 1990–2002: Dr. Zsuzsanna Kardos Kutalikné, SZDSZ, später Koalition aus SZDSZ und MSZP
- 2002–2006: Gábor Rátonyi, Fidesz
- 2006–2010: Leonárd Weinek, Koalition aus SZDSZ und MSZP
- 2010–2014: Ferenc Papcsák, Fidesz
- 2014–2019: Gergely Karácsony, Koalition aus Együtt und PM
- seit 2019: Csaba Horvath

## Wichtige Straßen, Plätze und Gebäude

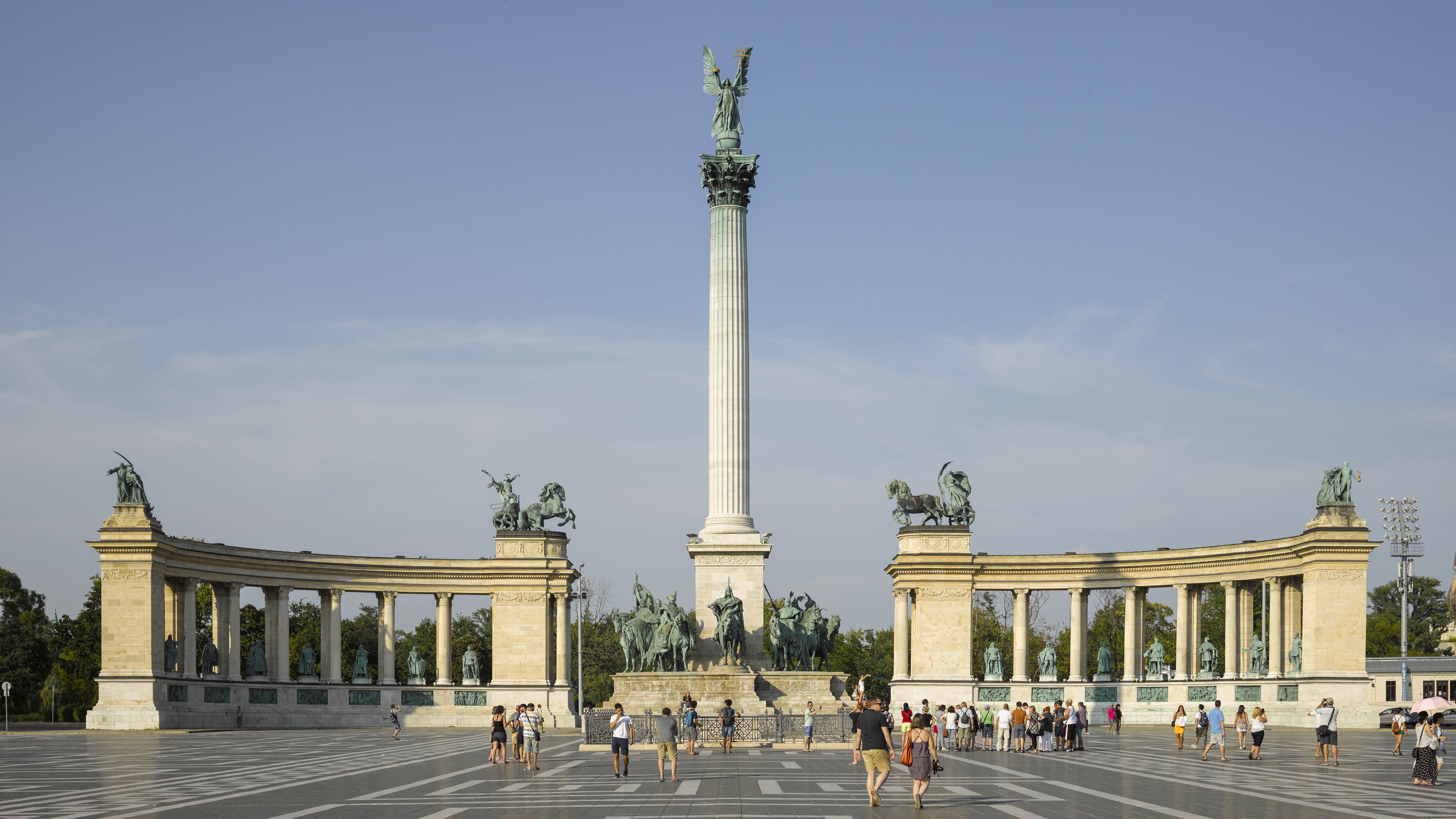
Heldenplatz

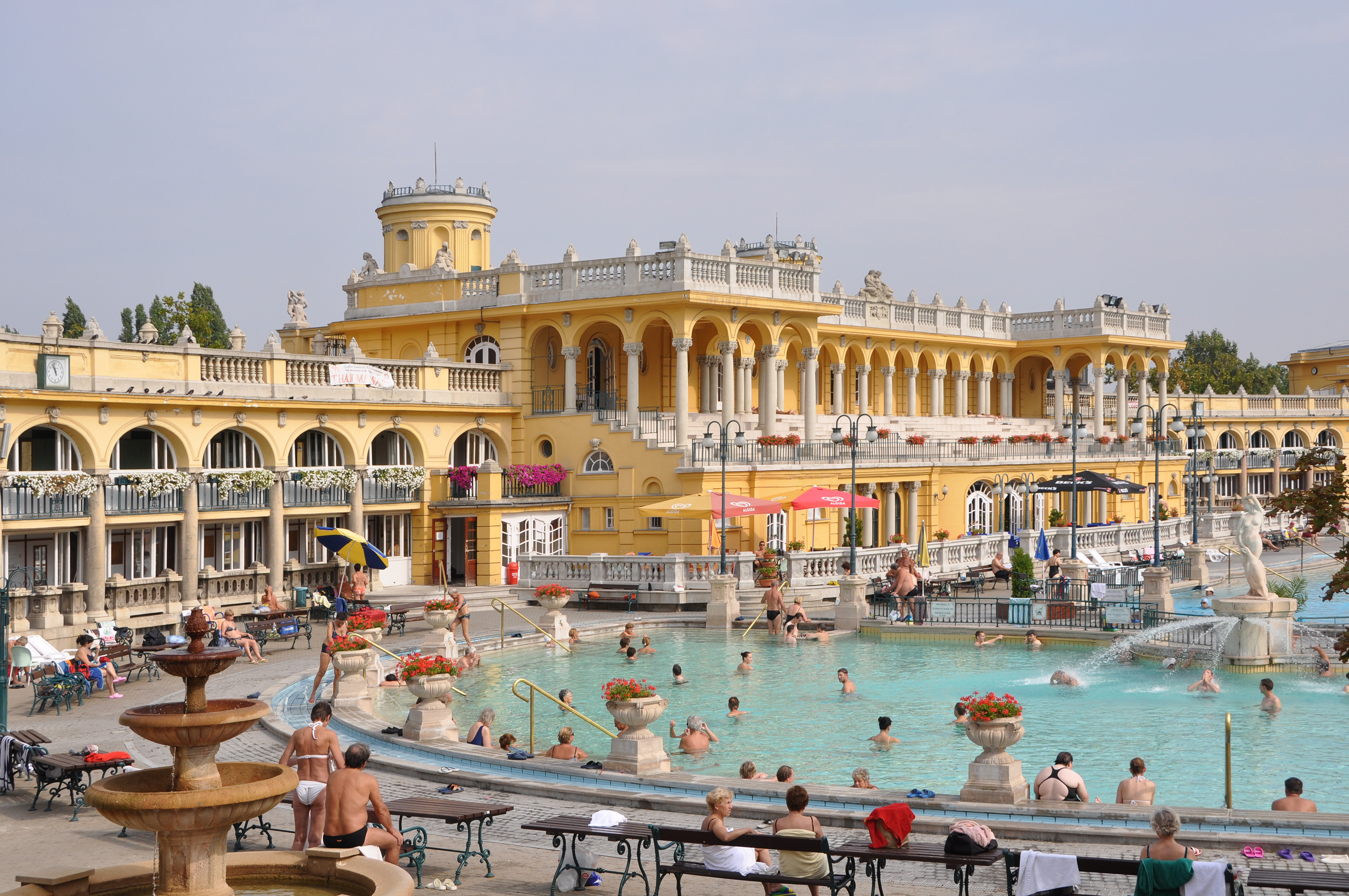
Széchenyi-Bad

| Straßen: - Cinkotai út - Dózsa György út - Egressy út - Erzsébet királyné útja - Fogarasi út - Füredi utca - Fűrész utca - Gvadányi utca - Hungária körút - Kerepesi út - Mexikói út - Nagy Lajos király útja - Ond vezér útja - Öv utca - Róna utca - Stefánia út - Szentmihályi út - Szugló utca - Thököly út - Uzsoki utca - Vezér utca |  | Plätze: - Argentína tér - Báthory István park - Bosnyák tér - Egressy tér - Heldenplatz - Kassai tér - Nagybecskerek tér - Ógyalla tér - Örs vezér tere (nördlicher Teil) - Rákosmezei tér - Tihany tér - Turán tér - Újvidék tér - Zoborhegy tér |  | Gebäude: - Kunsthalle - Szépművészeti Múzeum („Museum der Schönen Künste“) - Burg Vajdahunyad - Széchenyi-Heilbad - Közlekedési Múzeum („Verkehrsmuseum“) - Ungarisches Staatliches Geologisches Institut (Magyar Állami Földtani Intézet) von Ödön Lechner - Fakultät für Architektur Miklós Ybl (Ybl Miklós Építéstudományi Kar) - Papp László Budapest Sportaréna - Herminamezöi Szentlélek templom, Kassai tér |

## Kultur
In Zugló befindet sich die Evangelisch-Lutherische Theologische Universität (Evangélikus Hittudományi Egyetem). Im Bereich der Sekundarbildung sind die beiden musischen Schulen Szent István Király Zeneművészeti Szakközépiskola und das Alapfokú Művészetoktatási Intézmény zu erwähnen.

## Persönlichkeiten
- Oszkár Asbóth, der Erfinder des Asbóth-Hubschraubers lebte in den 1920er Jahren in der Gyarmat utca 7/c.
- Der Dichter, Schriftsteller und Übersetzer Mihály Babits wohnte von 1901 bis 1905 in der Dózsa György út 11.
- Der Pianist Mihály Bacher hatte von 1981 bis 1987 seinen Wohnsitz in der Ajtósi Dürer sor 5.
- Der Historiker und Schriftsteller Ferenc Fejtő wohnte ab 1931 am Limanova tér 1.
- Der Schriftsteller und Philosoph Béla Hamvas lebte von 1945 bis zu seinem Tod 1968 in der Erzsébet királyné útja 13.
- Der Regisseur Zoltán Huszárik wohnte in der Columbus utca 38.
- Der im Jahr 2006 verstorbene Kameramann György Illés lebte in der Róna utca 171.
- Der Dichter Attila József verbrachte die Jahre 1933 bis 1936 in der Korong utca 6.
- Frigyes Karinthy, ebenfalls Dichter, Schriftsteller und Übersetzer war in der Thököly út 95 zu Hause.
- Der Schauspieler Kálmán Latabár lebte bis zu seinem Tod 1970 in der Dózsa György út 17.
- Das Dichterpaar László Nagy und Margit Szécsi wohnte zwischen 1960 und 1967 in der damaligen Angol utca 16 (heute Derkai utca).
- Der Fußballspieler Ferenc Puskás, Kapitän der Goldenen Elf hatte seinen Wohnsitz von 1954 bis 1956 in der Columbus utca 57.
- Der Autor Imre Sarkadi lebte von 1949 bis 1961 in der Thököly út 85, wo auch
- Der Dichter, Schriftsteller und Journalist Ernő Szép wohnte.
- Der Dichter und Übersetzer Árpád Tóth verbrachte die Jahre 1912 bis 1915 in der Dózsa György út 11.
- Der Schauspieler Jenő Törzs lebte in der Stefánia út 71.
- Der Dichter Zoltán Zelk wohnte 20 Jahre lang in der Balázs utca 24 und der Columbus utca 54/b.

## Galerie

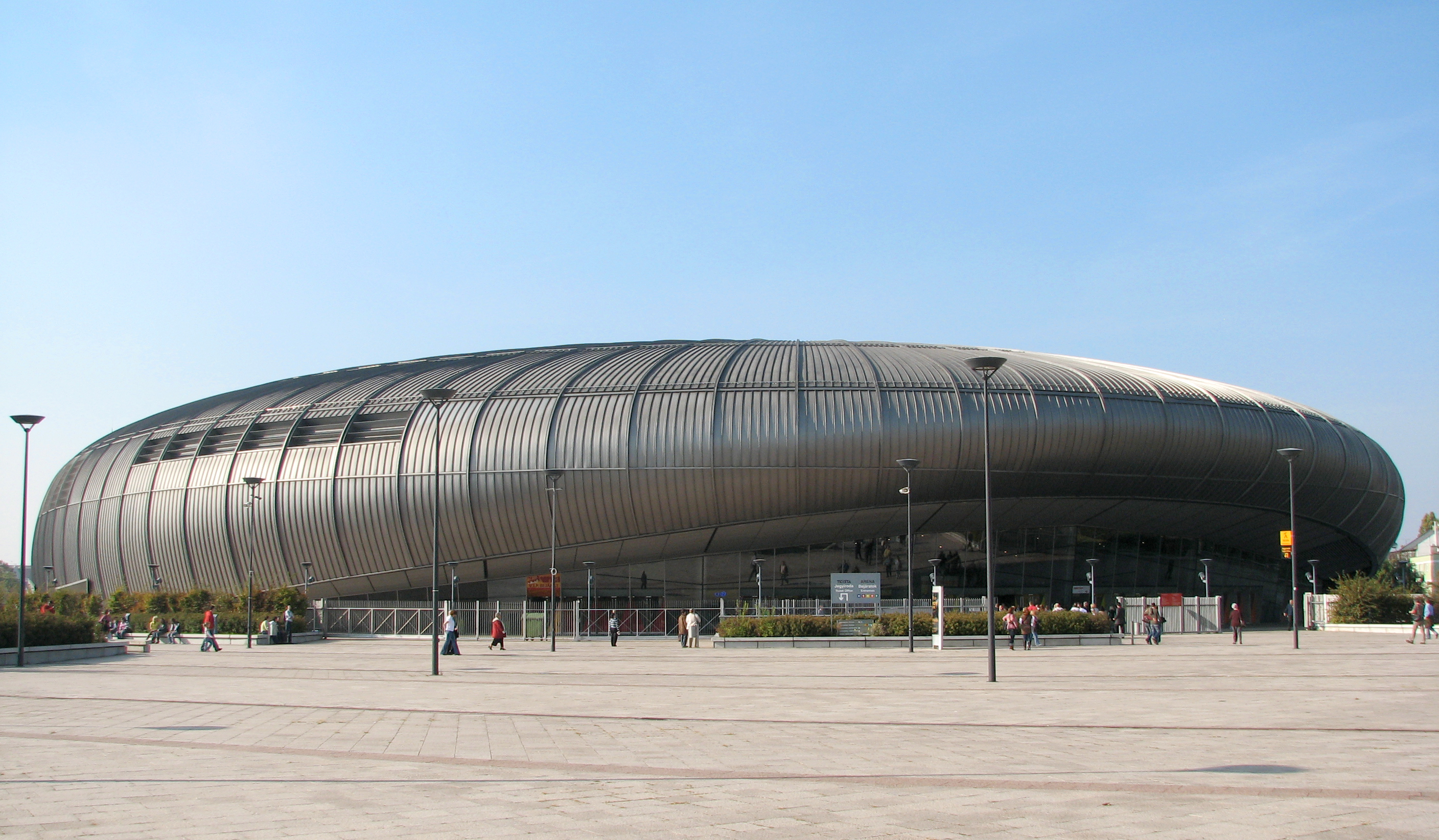
Papp László Budapest Sportaréna
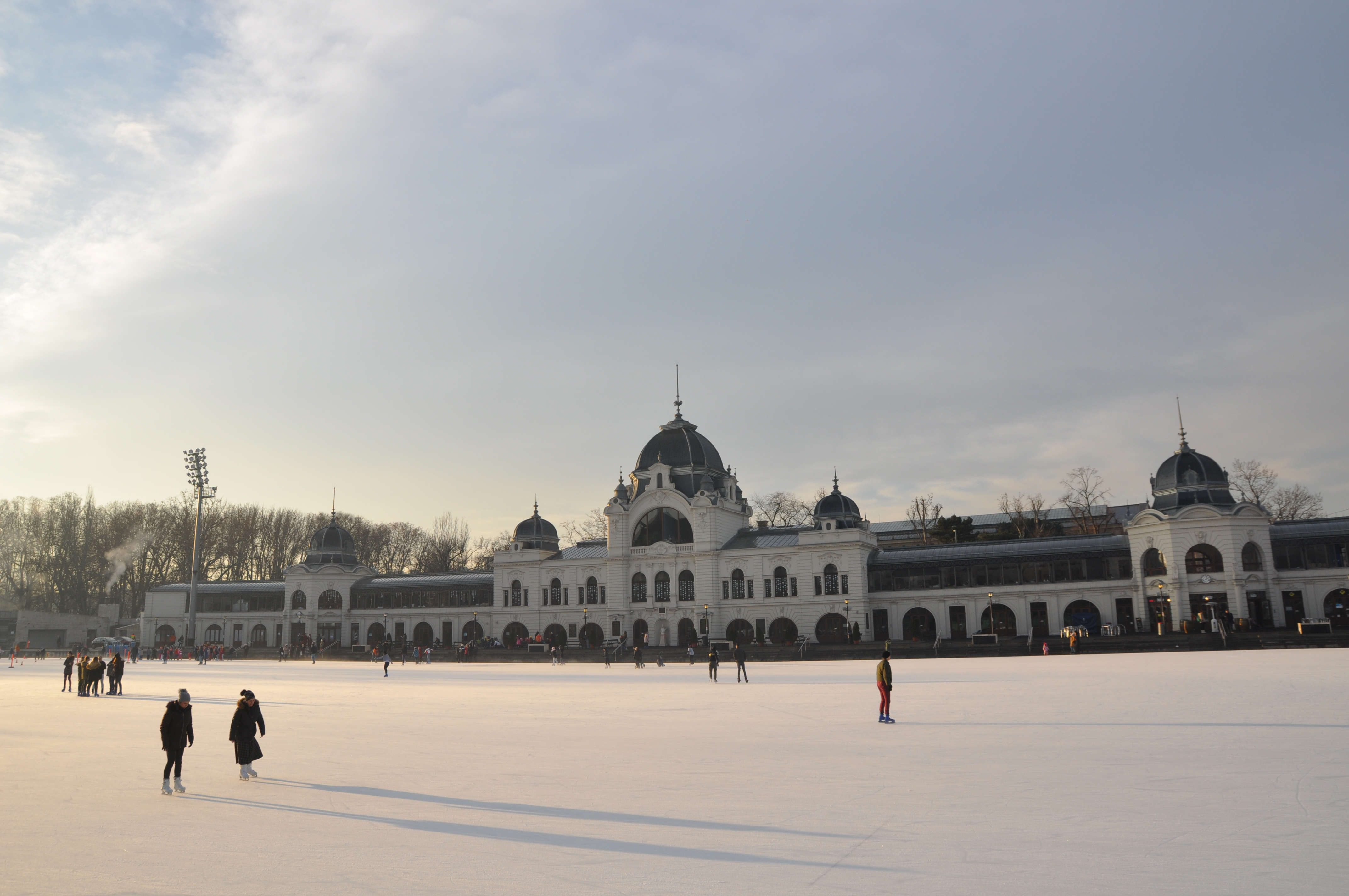
Eisbahn im Stadtwäldchen
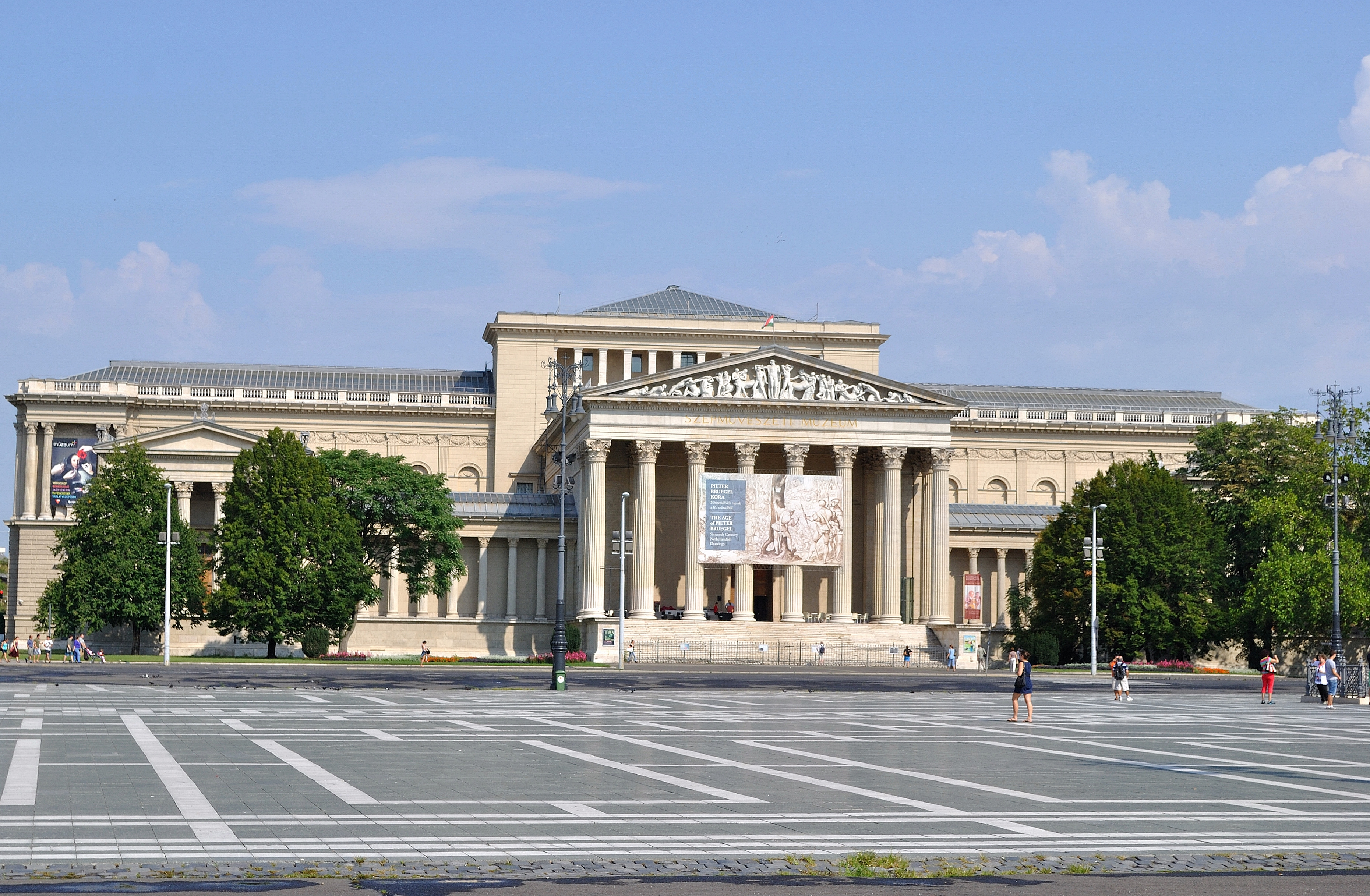
Szépművészeti Múzeum
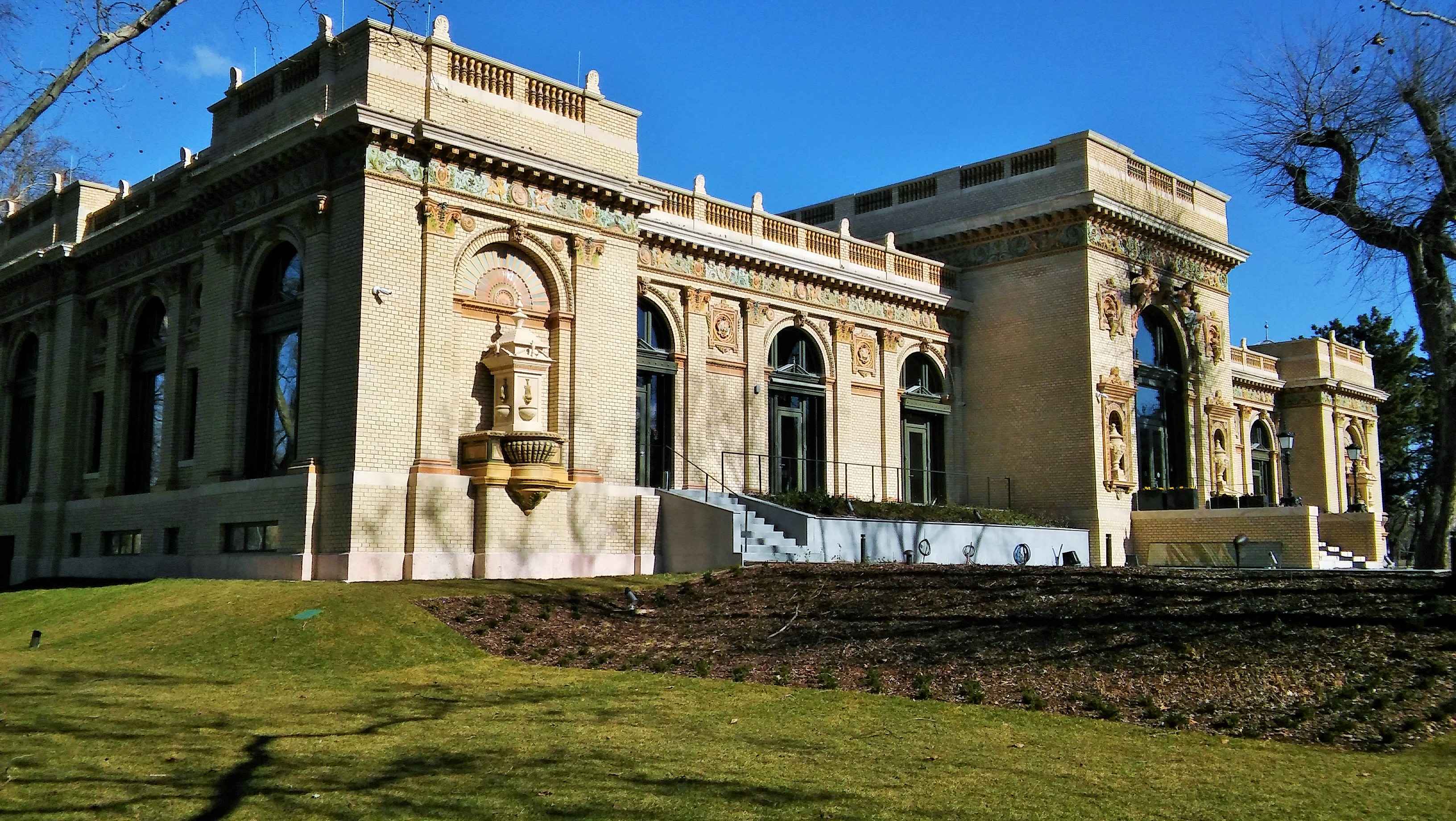
Millenniumshaus